# 27 (court métrage)
Pour l'année, voir 27.
Pour plus de détails, voir Fiche technique et Distribution.
27 est un film d'animation de court métrage hongro-français réalisé par Flóra Anna Buda, sorti en 2023.

## Synopsis
À 27 ans, Alice vit encore chez ses parents et n’a ni vie privée ni relation amoureuse. Après être tombée dans le coma à la suite d'un accident de vélo au retour de sa soirée d'anniversaire, elle réalise qu’il est temps pour elle de quitter le nid... "27" a obtenu la Palme d'or du court métrage au Festival de Cannes 2023 et le Cristal au Festival d'animation d'Annecy.

## Fiche technique
- Titre anglais : 27
- Réalisation : Flóra Anna Buda
- Scénario : Flóra Anna Buda
- Animation : Natália Azevedo Andrade, Melinda Kadar, Zoltán Koska, Gábor Mariai, Luca Toth et Borbála Zétényi
- Musique : Mári Mákó et Rozi Mákó
- Son : Péter Benjámin Lukács
- Production : Pierre Baussaron, Péter Benjámin Lukács, Gábor Osváth et Emmanuel-Alain Raynal
  - Producteur délégué : Nadja Andrasev, Carole Faure et Tanguy Olivier
- Sociétés de production : Boddah et Miyu Productions
- Sociétés de distribution : Miyu Distribution
- Pays d'origine :  France et  Hongrie
- Langue originale : hongrois
- Format : couleur
- Genre : animation
- Durée : 10 minutes 38 secondes
- Dates de sortie :
  - France : 26 mai 2023 (Cannes)
  - Hongrie : 5 juin 2023 (Budapest)

## Distribution
- Natasa Stork : Alice
- Ádám Fekete : Dani
- Franciska Farkas et Simon Szabó : les policiers
- Éva Enyedi : la mère
- Márk Kaszás : David

## Distinctions
- Festival international du film d'animation d'Annecy 2023 : Cristal du court métrage et prix de la meilleure musique originale.
- Festival de Cannes 2023 : Palme d'or du court métrage
- Festival du court-métrage de Clermont-Ferrand 2024 : prix de la meilleure musique originale.